# 視床
視床（ししょう、英: thalamus）は、脳の構造のうち、間脳の一部を占める部位。大脳半球と脳幹をつなぐ重要な部位にあり、多数の神経核を持つ。これらの神経核の多くは脳幹や大脳基底核から入力を受け、各大脳皮質の領域と連絡繊維を持つことで、感覚系・運動系・覚醒・記憶・情動など幅広い大脳活動に重要な役割を果たしている。

視床の亜核群概要図（右視床を上側から見た図、図の右側が前方）

## 解剖学的区分
広義の視床は背側視床 (dorsal thalamus) 、腹側視床 (ventral thalamus) 、視床上部（epithalamus）に区分されるが、通常「視床」と言った場合にはこのうち背側視床を指していることが多い（狭義の視床）。ただ腹側視床のうち視床網様核は、背側視床との関係が密であるため、便宜的に狭義の視床に加えられることもある。このように研究者によって間脳の分類法は異なっていることもあり注意を要する。
視床は、分類にもよるが 20 あまりの視床亜核 (thalamic subnuclei) へと解剖学的に分類され、入出力が異なっており、それぞれ異なった機能を担っていると考えられている。 これらの核はアルファベットの略称で呼ばれることも多い。

## 視床の亜核群のリスト
- 前核群（anterior nuclear group）
  - 背側前核（AD, anterodorsal n.）
  - 腹側前核（AV, anteroventroal n.）
  - 内側前核（AM, anteromedial n.）

- 内側核群（medial nuclear group）
  - 背内側核（MD, mediodorsal thalamic n.）[DM, dorsomedial thalamic n.とも呼称する]
- 正中核群（midline nucleus group）[central nucleiとも]
  - 視床室傍核（PVT, paraventricular thalamic n.）
  - 結合核（Re, reuniens n.）[medioventral n.とも]
  - 紐傍核（paratenial n.）

- 髄板内核群（ITL, intralaminar thalamic nuclear group）[envelopeや nuclei of the internal medullary laminaとも呼称する]
  - 正中中心核（CM, centromedian n.）[Ceとも略す]
  - 束傍核（Pf, parafascicular n.）
  - 中心傍核（Pc, paracentral n.）
  - 外側中心核（CL, central lateral n.）
  - 内側中心核（CeMe, central medial n.）[CMと混同しないよう注意]

- 外側核群（lateral nuclear group）[背側核群と呼称することもある[1]]
  - 背外側核（LD, lateral dorsal n.）
  - 後外側核（LP, lateral posterior n.）
  - 視床枕（Pul, pulvinar）
- 腹側核群（ventral nuclear group）
  - 前腹側核（VA, ventral anterior n.）
  - 外側腹側核（VL, ventral lateral n.）
  - 後腹側核（VP, ventral posterior n.）
    - VPI（ventral posteroinferior n.）
    - VPM（ventral posteromedial n.）
    - VPL（ventral postlateral n.）
- 視床後部（metathalamus）
  - 外側膝状体（LGB, lateral geniculate body）
  - 内側膝状体（MGB, medial geniculate body）

記事中の視床の亜核群概要図においては、内側髄版に区切られ深緑が前核群、赤褐色が内側核群と正中核群、黄色が外側核群と腹側核群に該当する。
髄板内核群と正中核群は混同しやすいが、正中核群は第三脳室に接しているのに対し、内側髄版の内部に埋め込まれている。
なお、上記の外側核群という用法は狭義であり、狭義の外側核群と腹側核群をまとめて外側核群と呼称することもある。また外側核群は腹側核群と対比させるために背側核群と呼称されることもある。
またNieuwenhuysらの定義では、視床後部を背側視床から独立させているが、一般には背側視床に加えられることが多い。

## 繊維結合からの区分[1]
視床の亜核は繊維結合の様式によって以下のように分類される。ただ近年では細胞単位で出力様式の解析が進み、コア型ニューロンとマトリックス型ニューロンに分類され、従来の分類は用いられることが減っている。ただ視床亜核の機能を、繊維連絡と結びつけて理解するには未だに有用な分類である。
| 分類名   | 繊維連絡と機能 | 視床亜核                                      |
| -------- | --- | --------------------------------------------- |
| 特殊核   | 特定の大脳皮質と密な連絡を持つ。感覚を一次感覚領野に中継したり、基底核や小脳からの入力を運動関連領野に中継する役割を持つ。 | 感覚系：VPL、VPM、LGB、MBG 運動系：VL、VM、VA |
| 非特殊核 | 特殊核のように限られた大脳皮質と連絡を持つのではなく、大脳皮質全体に広くびまん性に投射繊維を送る。                         | 髄板内核群、正中核群                          |
| 連合核   | 複数の大脳皮質連合野と相互に連絡する一方で、皮質下構造との連絡が薄い。                                                     | LD、LP、視床枕、MD、前核群                    |

## 視床亜核の機能

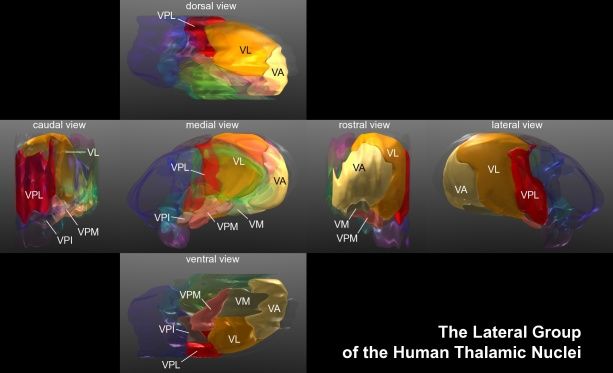
ヒトの右の視床に含まれる核 (外側の核)

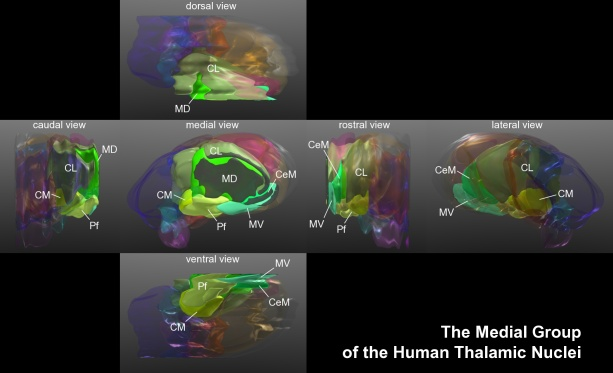
ヒトの右の視床に含まれる核 (内側の核)

### 前核群
前核群は記憶や情動に重要な神経回路と考えられているPapez回路の一部を成す。乳頭視床路や脳弓から入力を受け、帯状回へと投射する。視床の障害により健忘症候群を呈することがあり、間脳性健忘とも呼ばれる。AD, AV, AMなど複数の亜核を含むが、機能的な役割の違いについては未だ不明な点が多い。

### 内側核群
MDはyakovlev回路の一部に組み込まれている。Yakovlev回路は扁桃体からMDに入力し、帯状回を介して前頭葉へと投射する回路である。Papez回路と同様に記憶や情動に役割を持つと考えられている。MDは扁桃体以外にも側頭葉新皮質、前頭前野などから入力を受けており、連合核として複数の大脳皮質と相互に連絡を中継している。

### 正中核群
正中線、つまり脳の中心に位置する第三脳室に接する視床亜核群である。視床間橋によって対側の視床ともつながっているが、視床間橋の機能的な意義は乏しいと言われる。正中核群はびまん性に大脳皮質に繊維を投射する。正中核群の中では視床室傍核（PVT）が最も大きい。なお、視床下部にも室傍核が存在するが、視床室傍核とは別の構造であるために注意が必要である。

### 髄板内核群
髄板内核群も正中核群同様、びまん性に大脳皮質に繊維を投射する。軸索繊維の集まった白質である髄板の中に、島のように浮かんでいる視床亜核群である。CMはPfとともにCM-Pf複合体を構成する。CM-Pf複合体は大脳基底核-視床-皮質ループの一部を形成している。特に線条体への強い興奮性投射が特徴的である。その機能としては従来から注意・覚醒過程や痛み処理への関与が指摘されてきた。

### 外側核群
LD、LP、視床枕で構成される。連合核に分類され、主に大脳皮質の頭頂葉や後頭葉、側頭葉と相互接続している。LDは主に後頭葉皮質からの視覚信号を統合する役割を担っており、その情報をさらに他の感覚様式と統合するために頭頂葉皮質へと中継している。LPは視覚野、頭頂葉、側頭葉と相互連結している。複雑な感覚統合に関与するが、特に視覚処理に重要である。視床枕と連続しており、げっ歯類ではLPと視床枕は相同であると考えられている。視床枕は視覚信号、体性感覚信号、運動信号の統合や調節など、さまざまな機能に関与している。また人間の注意、視覚的注意においても重要な役割を果たしていると考えられている。

### 腹側核群
運動系に関わるVA、VLと、感覚系に関わるVPが含まれる。VAは黒質網様部および淡蒼球内節から入力を受け、前頭前野へと投射する。VLは小脳歯状核から入力を受け、一次運動野と連絡する。このようにVAとVLは、大脳基底核と小脳という随意運動系の二大調節中枢から、大脳皮質へと投射する神経結合の調節を行う役割を持つ。頻度は高くないが、VAやVLの血管障害の後にジストニーが出現することがある。視床の定位的破壊術で不随意運動を治療することがある。
一方VPは嗅覚以外の感覚神経の中継点であり、大脳皮質への中継する情報を選別する役割も持つ。VPLは顔面以外の主に四肢、VPMは顔面の表在感覚・深部感覚に関与する。VPLの梗塞では一部に視床痛と呼ばれる耐え難い疼痛、しびれ感、表在感覚・深部感覚の低下を生じることがある。
VL, VA, VMは小脳と大脳基底核から多くの入力を受け、また大脳皮質の運動関連領野と結合をもつことから、「運動性視床核 motor thalamus/motor thalamic nuclei」と総称されることが多い。VL, VA, VMに関する上記の区分は、きわめて大雑把であり正確とは言えない。ヒト以外の霊長類においては、VApc、VAmc, VLmは黒質網様部から、VLoは淡蒼球からのGABA作動性入力を受け、Area X, VLc, VLps、VPLoが深部小脳核からのグルタミン酸作動性入力を受けるとされることが多い。ところが歴史的経緯から、ヒトでは、サルとは別の解剖学的区分および名称が用いられることが多く、命名法に混乱が見られるので、特に注意を要する。

### 視床後部
LGBは網膜からの視覚情報を受け取り後頭葉の一次視覚野 (V1) へ中継を行っている。 6つの層がはっきり認められる。MGBは聴覚情報を側頭葉の聴覚野へ送る。

## 画像

視床を様々な角度から眺めた動画。赤色で示す領域が視床。左右の視床の間の細い隙間は第三脳室。（画像出典：Anatomography）
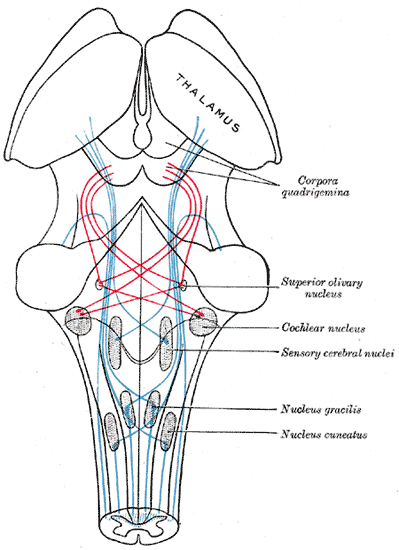
毛帯の軸索繊維を表した模式図; 内側毛帯（青）, 外側毛帯 （赤）。

## 関連文献
日本語のオープンアクセス文献
- 嘉戸直樹「視床の機能とその臨床応用」『関西理学療法』第6巻、関西理学療法学会、2006年、47-49頁、doi:10.11354/jkpt.6.47。